# 民眾之敵～這世道，不是很奇怪嗎！？～
《民眾之敵～這世道，不是很奇怪嗎！？～》，日本富士電視台於2017年10月23日至12月25日，每週星期一21:00 - 21:54（JST）播放的電視劇。主演為篠原涼子。台灣由KKTV獨家播出。香港由ViuOTT平台播出。

## 登場角色

### 主要人物[2]
- 佐藤智子：篠原涼子（幼年：吉澤梨里花（日语：吉泽梨里花））（香港配音：鄧潔麗）

青叶市议会新进议员，隶属于教育委员会，不喜欢咖啡。因工作中被投诉未妥善处理而被辞职。
因为议员的高薪酬而参选,认为得到高薪，家人就会变得幸福。
参与市议会选举竞选时，原本落选但因矶部因病放弃参选而成功进入议会。后加入教育委员会，属于犬崎派。
後因成為青葉市市長與犬崎派反目。
- 藤堂誠：高橋一生（香港配音：梁皓翔）

青叶市议会新进议员。日本政民党公认的议会选举候选人，以投票率第一当选。
出生於政治家族，曾祖父是原防卫大臣，父亲是日本政民党的泰斗，哥哥是众议院议员。大学政治学毕业后，曾在哥伦比亚大学留学。
私下以“渡边”为名。有不想當政治家的時候，有著其他人不知道的另一面。最終回和智子反目並參與國政。
- 平田和美：石田百合子（香港配音：陳子瑩）

智子的朋友。千叶新闻社記者。喝醉时经常大笑。
隶属于政治新闻部，产假时人事调动至人事部。之后向人事部提交了“关于产假前后的女性职员的分配的调查报告书”，再次调配至文化部。
在记者活动的同时，一边收集信息一边给予智子建议。最終回重返政治部後轉職自由記者。

### 青葉市議會
- 犬崎和久：古田新太（香港配音：黃志明）

市議會議員。議會最大黨的代表，教育委员会的委员长。
- 河原田晶子：余貴美子（香港配音：曾月娥）

青葉市市長。女性充憧的對象,和犬崎對立。
对于议会半数为犬崎派的问题并不关心，首次进行了各派系议席随机分配的改革。
将犬崎比喻为沟鼠，反对犬崎的新港口计划。
後因犬崎和富田使詐被迫下台，後於最終回復職。
- 小出未亞：前田敦子（香港配音：鄭家蕙）

青叶市议会新进议员，与智子一同当选。
前寫真偶像，十分擅長SNS。原属于犬崎派，後於故事尾段退出全力支持智子。
与岡本遼为同一国中的学妹，相差2岁。
- 岡本遼：千葉雄大（香港配音：鄧肇基）

青叶市议会新进议员。共進党公认的议会选举候选人，受河原田推荐。
對不熟悉政治的智子略不滿意。
- 園田龍太郎：齋藤司（日语：斎藤司 (お笑い芸人)）（香港配音：竺諺鴻）

青叶市议会新进议员，農民家族3兄弟的老大。為人沒有主見，會依賴他人。
- 若宮寛：若旦那（日语：若旦那 (ミュージシャン)）（香港配音：郭湛深）

犬崎的秘書。
- 前田康：大澄賢也（日语：大澄賢也）（香港配音：袁德基）

市議會资深议员,犬崎派的2号人物。
後於最終回退出犬崎派。
- 望月守：細田善彦（日语：細田善彦）（香港配音：郭俊廷）

河原田的秘書，是同性戀者。
- 安部崇裕：久保田悠来

市議会事務局職員。
- 富田恭一：渡邊一惠

前福利部課長，後成為智子秘書。實為犬崎的心腹，河原田的下台和智子的醜聞也是他無中生有造成。
最終回因收到藤堂誠的巨款報酬而拍影片公開自己和犬崎的胡作非為還智子清白，化解了她的下台危機。
- 青叶市議会議長：川守田政人（日语：川守田政人）

### 其他
- 佐藤公平：田中圭（香港配音：郭湛深）

智子的丈夫。
中学时，“将来想当家庭主夫”被母亲悦子唾弃。
- 佐藤駿平：鳥越壮真（日语：鳥越壮真）

智子跟公平的兒子。
- 平田茜：野澤栞（日语：野澤栞）

和美的女兒。
- 莉子：今田美櫻[3]（香港配音：姜嘉蕾）

自称是「天使girls」网站的小姐。
- 青井春奈：未来（香港配音：高雅玲）

千葉報知新聞社的政治部記者。
- 平田茜（平田あかね）：野澤栞（日语：野澤しおり）

和美的母亲。
- 佐藤悦子：田島令子（日语：田島令子）（香港配音：姜嘉蕾）

公平的母亲，栃木県高森市立取野中学的校長。曾赠与国语字典给智子。
- 藤堂英一朗：山本圭

誠的父親。
- 山下圭子：水川麻美

主婦
- 電話客服：桐谷美玲
- 加班的公司職員：成田凌

## 幕後班底
- 劇本：黑澤久子（日语：黒沢久子）
- 配樂：井筒昭雄（日语：井筒昭雄）
- 主題曲：《LIFE》AAA
- 製作人：草谷大輔（日语：草ヶ谷大輔）
- 導演：金井紘、石井祐介（日语：石井祐介）、相澤秀幸
- 製作出品：富士電視台

## 播出日程
| 集數                                                            | 播出日期 | 標題                                                                | 香港版標題             | 導演     | 收視率 | 備註                                          |
| --------------------------------------------------------------- | -------- | ------------------------------------------------------------------- | ---------------------- | -------- | ------ | --------------------------------------------- |
| 1                                                               | 10月23日 | 你想投誰？今晚的命運開票                                            | 我要選議員！           | 金井紘   | 9.0%   | 因转播「职棒」超时而延遲30分鐘播放 加長15分鐘 |
| 2                                                               | 10月30日 | 新議員VS議會大人物＆沉睡議員！是信念是揣測...決定命運的第一個登壇！ | 橫衝直撞的議員         | 金井紘   | 7.1%   | 加長15分鐘                                    |
| 3                                                               | 11月6日  | 選擇如自所願的冤罪...誰來這世上！                                   | 人權萬歲！             | 金井紘   | 7.5%   |                                               |
| 4                                                               | 11月13日 | 打敗政治之牆！新手議員結束                                          | 復活商店街             | 石井祐介 | 7.6%   |                                               |
| 5                                                               | 11月20日 | 第一章，完結！故事迅速發展！陷入陷阱和死亡                          | 我相信正義             | 石井祐介 | 6.9%   |                                               |
| 6                                                               | 11月27日 | 準備喝政治之毒！第二章・市長篇開幕                                  | 佐藤智子要當市長了嗎？ | 金井紘   | 6.5%   |                                               |
| 7                                                               | 12月4日  | 市長不是你，這個我 一個逆轉的大勝負！                               | 發動政變？             | 相澤秀幸 | 5.8%   |                                               |
| 8                                                               | 12月11日 | 這是政治！大人物的反擊！完成後回頭                                  | 出軌傳聞               | 石井祐介 | 5.3%   |                                               |
| 9                                                               | 12月18日 | 故事進入最終章！絕望情況！民眾之敵就是你！                          | 罷免市長風波           | 相澤秀幸 | 7.0%   |                                               |
| 10                                                              | 12月25日 | 最終回 聖誕節特別篇 緊張的12分鐘！暴露叛徒的真面目                  | 讓人幸福的議員         | 金井紘   | 4.6%   | 加長15分鐘                                    |
| 平均收視率%（收視率以Video Research於關東地区的調查數據為基準） |          |                                                                     |                        |          |        |                                               |

## 衍生影集
《單戀之敵》，2017年10月18日（10月17日深夜）起播出，全五集。
- 登場角色
  - 小出未亞：前田敦子
  - 伊藤沙莉
  - 敬志（新潮天使）

- 播出日程
  - 第1話：10月18日 1時55分 - 2時5分
  - 第2話：10月25日 1時25分 - 2時5分
  - 第3話：11月1日 1時35分 - 1時45分
  - 第4話：11月8日 1時25分 - 1時35分
  - 第5話：11月15日 1時25分 - 1時35分

- 幕後班底
  - 製作人：荒井俊雄
  - 導演：下畠優太
  - 編劇：小寺和久
  - 製作出品：富士電視台

## 外部連結
- 富士電視台官方網站 （页面存档备份，存于）
- 民眾之敵～這世道，不是很奇怪嗎！？～的X（前Twitter）

## 節目的變遷
| 日本 富士電視台 週一晚間九點連續劇        | 日本 富士電視台 週一晚間九點連續劇 | 日本 富士電視台 週一晚間九點連續劇 |
| ----------------------------------------- | ---------------------------------- | ---------------------------------- |
|                                           | （2017.10.23 - 2017.12.25）        |                                    |
| 空中急診英雄3 （2017.07.17 - 2017.09.18） | 海月姬 （2018.01.15 - 2018.03.19） |                                    |

| 臺灣 緯來日本台 週一至週五 22:00 - 00:00 | 臺灣 緯來日本台 週一至週五 22:00 - 00:00 | 臺灣 緯來日本台 週一至週五 22:00 - 00:00 |
| ---------------------------------------- | ---------------------------------------- | ---------------------------------------- |
|                                          | 民眾之敵 （2018.04.02 - 2018.04.18 )     |                                          |
| 陸王 （2018.03.16 - 2018.03.30)          | CHANGE （2018.04.19- )                   |                                          |

| 香港 Now劇集台 星期六 22:30 - 23:30 · 4月7日、14日及6月9日 22:30 - 23:45 | 香港 Now劇集台 星期六 22:30 - 23:30 · 4月7日、14日及6月9日 22:30 - 23:45 | 香港 Now劇集台 星期六 22:30 - 23:30 · 4月7日、14日及6月9日 22:30 - 23:45 |
| ------------------------------------------------------------------------ | ------------------------------------------------------------------------ | ------------------------------------------------------------------------ |
|                                                                          | （2018.04.07 - 2018.06.09）                                              |                                                                          |
| （2018.02.10 - 2018.03.31）                                              | —                                                                        |                                                                          |